# 伊与田光男
伊与田 光男（いよだ みつお、1895年6月19日 - 1959年3月18日）は、日本の経営者。資生堂社長を務めた。

## 来歴・人物
大分県中津市出身。1920年に東京帝国大学理学部化学科を卒業し、大学院で研究活動をする傍らに福原資生堂に入社した。1930年に資生堂取締役に就任し、専務を経て、1954年6月に社長に就任した。
1957年に藍綬褒章を受章した。
1959年3月18日、脳溢血のためにで死去。63歳没。